# 키나라주

키나라주

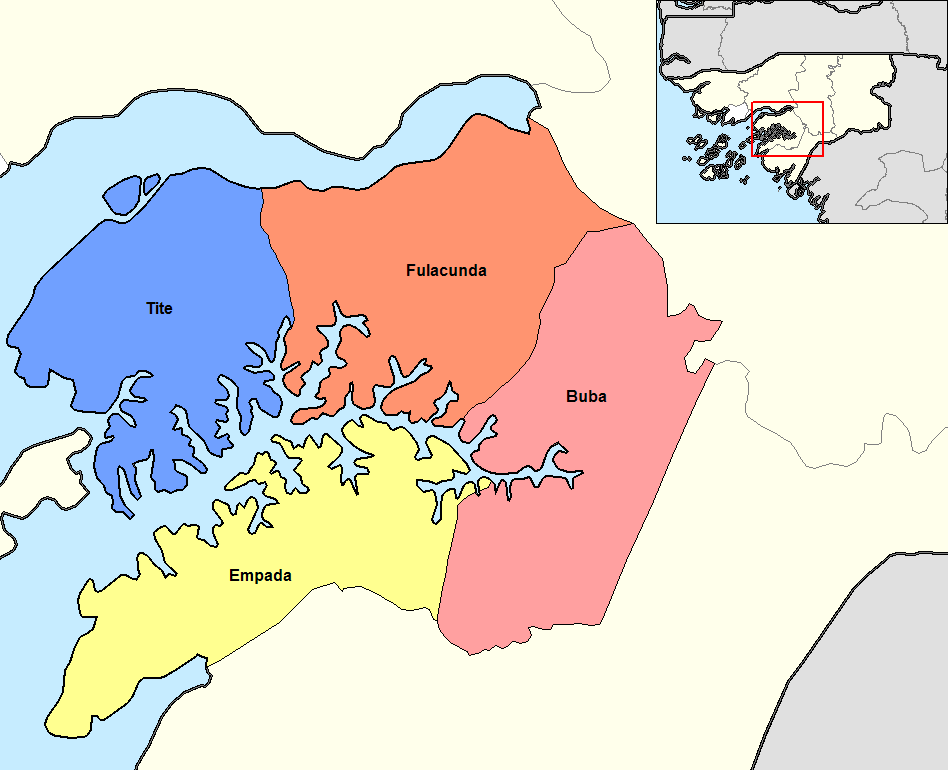
키나라주의 하위 구역

키나라주(포르투갈어: Quinara)는 기니비사우 중부에 위치한 주로, 주도는 부바이며 면적은 3,183km2, 인구는 52,174명(2004년 기준)이다. 북쪽으로는 오이우주, 북동쪽으로는 바파타주와 인접해 있으며 남쪽으로는 톰발리주, 서쪽으로는 볼라마주와 인접해 있다. 4개의 하위 행정 구역(부바, 엠파다, 풀라쿤다, 티테)을 관할한다.

## 같이 보기
- 기니비사우의 행정 구역